# 西菜畑町
西菜畑町（にしなばたちょう）は、奈良県生駒市の町名。郵便番号630-0264。

## 地理
生駒市中部に位置し、北に緑ケ丘、西に菜畑町、南に壱分町、東に中菜畑と接している。

### 河川
- 出合川 - 竜田川の支流。

## 歴史
風致地区、市街化調整区域で、居住地以外の三分の二に古くからの自然が残る。昭和40年代に近畿大球場が設置された。

### 沿革
- 1973年（昭和48年） - 生駒市菜畑町から分離し、西菜畑町が成立[6]。

## 世帯数と人口
2020年（令和2年）10月1日現在の世帯数と人口は以下の通りである。
| 町丁     | 世帯数  | 人口  |
| -------- | ------- | ----- |
| 西菜畑町 | 250世帯 | 511人 |

### 人口の変遷
国勢調査による人口の推移。
| 1995年（平成7年）  | 740人 | [ 7 ]  |  |
| 2000年（平成12年） | 701人 | [ 8 ]  |  |
| 2005年（平成17年） | 706人 | [ 9 ]  |  |
| 2010年（平成22年） | 686人 | [ 10 ] |  |
| 2015年（平成27年） | 648人 | [ 11 ] |  |

### 世帯数の変遷
国勢調査による世帯数の推移。
| 1995年（平成7年）  | 220世帯 | [ 7 ]  |  |
| 2000年（平成12年） | 219世帯 | [ 8 ]  |  |
| 2005年（平成17年） | 219世帯 | [ 9 ]  |  |
| 2010年（平成22年） | 223世帯 | [ 10 ] |  |
| 2015年（平成27年） | 226世帯 | [ 11 ] |  |

## 事業所
2016年（平成28年）現在の経済センサス調査による事業所数と従業員数は以下の通りである。
| 町丁     | 事業所数 | 従業員数 |
| -------- | -------- | -------- |
| 西菜畑町 | 15事業所 | 69人     |

## 施設
- 近畿大学総合グラウンド
- 大融寺

## 史跡
- 菜畑城跡 - 中世の山城跡[13]。文献史料がなく詳細は不明だが、在地土豪の城館とされている[14]。